# Qualifications de la zone Afrique pour la Coupe du monde de rugby à XV 2011
Navigation
Qualifications Coupe du monde 2007 Qualifications Coupe du monde 2015
Les qualifications de la zone Afrique pour la Coupe du monde de rugby à XV 2011 opposent quatorze participants du 11 mai 2008 au 28 novembre 2009. L'Afrique du Sud, vainqueur en 2007, est automatiquement qualifiée. Les équipes s'affrontent pour le compte de la Coupe d'Afrique 2008-2009 qui sert aussi de phase de qualification sur quatre tours. Le vainqueur final, la Namibie, est qualifié pour la Coupe du monde tandis que le deuxième, la Tunisie, joue un barrage contre une équipe américaine, une équipe européenne et une équipe asiatique.

## Liste des participants aux qualifications
| - Botswana - Cameroun - Côte d'Ivoire - Kenya - Madagascar |  | - Maroc - Namibie - Nigeria - Ouganda |  | - Sénégal - Eswatini - Tunisie - Zambie - Zimbabwe |

## Premier tour
| Dom      | Score  | Ext      | Date        | Lieu               |
| -------- | ------ | -------- | ----------- | ------------------ |
| Cameroun | 26 - 6 | Nigeria  | 11 mai 2008 | Yaoundé, Cameroun  |
| Botswana | 25 - 7 | Eswatini | 17 mai 2008 | Gaborone, Botswana |

## Deuxième Tour

### Poule 1
| Classement final |          |     |   |   |   |   |    |    |      |
|                  | Équipe   | Pts | J | G | N | P | PP | PC | Diff |
| 1                | Namibie  | 4   | 2 | 2 | 0 | 0 | 48 | 31 | +17  |
| 2                | Zimbabwe | 0   | 1 | 0 | 0 | 1 | 21 | 35 | -14  |
| 3                | Sénégal  | 0   | 1 | 0 | 0 | 1 | 10 | 13 | -3   |

| 14 juin 2008 | Sénégal  | 10 | 13 | Namibie  |  |
| 2 août 2008  | Namibie  | 35 | 21 | Zimbabwe |  |
| Annulé       | Zimbabwe | -  | -  | Sénégal  |  |

### Poule 2
| Classement final |               |     |   |   |   |   |    |    |      |
|                  | Équipe        | Pts | J | G | N | P | PP | PC | Diff |
| 1                | Côte d'Ivoire | 4   | 2 | 2 | 0 | 0 | 53 | 18 | +35  |
| 2                | Maroc         | 2   | 2 | 1 | 0 | 1 | 38 | 39 | -1   |
| 3                | Zambie        | 0   | 2 | 0 | 0 | 2 | 27 | 61 | -34  |

| 14 juin 2008    | Zambie        | 18 | 29 | Maroc         |  |
| 12 juillet 2008 | Côte d'Ivoire | 32 | 9  | Zambie        |  |
| 2 août 2008     | Maroc         | 9  | 21 | Côte d'Ivoire |  |

### Poule 3
| Classement final |          |     |   |   |   |   |    |    |      |
|                  | Équipe   | Pts | J | G | N | P | PP | PC | Diff |
| 1                | Tunisie  | 4   | 2 | 2 | 0 | 0 | 60 | 25 | +35  |
| 2                | Kenya    | 2   | 2 | 1 | 0 | 1 | 91 | 52 | +39  |
| 3                | Cameroun | 0   | 2 | 0 | 0 | 2 | 18 | 92 | -74  |

| 14 juin 2008    | Cameroun | 10 | 16 | Tunisie  |  |
| 13 juillet 2008 | Kenya    | 76 | 8  | Cameroun |  |
| 2 août 2008     | Tunisie  | 44 | 15 | Kenya    |  |

### Poule 4
| Classement final |            |     |   |   |   |   |    |    |      |
|                  | Équipe     | Pts | J | G | N | P | PP | PC | Diff |
| 1                | Ouganda    | 4   | 2 | 2 | 0 | 0 | 59 | 32 | +27  |
| 2                | Madagascar | 2   | 2 | 1 | 0 | 1 | 67 | 47 | +20  |
| 3                | Botswana   | 0   | 2 | 0 | 0 | 2 | 25 | 72 | -47  |

| 14 juin 2008    | Botswana   | 10 | 27 | Ouganda    |  |
| 12 juillet 2008 | Madagascar | 45 | 15 | Botswana   |  |
| 2 août 2008     | Ouganda    | 32 | 22 | Madagascar |  |

## Troisième Tour
Le troisième tour se joue en matchs aller-retour. Ces matchs comptent également pour les demi-finales de la coupe d'Afrique 2008-2009. La Namibie et la Tunisie se qualifient pour le dernier tour.

### Première rencontre
| 13 juin 2009 | Kampala | Ouganda | 17 – 41 | Tunisie |
| 27 juin 2009 | Tunis   | Tunisie | 38 – 13 | Ouganda |

### Deuxième rencontre
| 14 juin 2009 | Abidjan  | Côte d'Ivoire | 13 – 13 | Namibie       |
| 27 juin 2009 | Windhoek | Namibie       | 54 – 14 | Côte d'Ivoire |

## Quatrième tour
Le quatrième tour se joue également en matchs aller-retour. Avec ses deux victoires, la Namibie se qualifie pour la coupe du monde en gagnant au total 40-23 tandis que la Tunisie joue le tournoi de barrage. Ces matchs comptent également pour la finale de la coupe d'Afrique 2008-2009.
| 14 novembre 2009 | Tunis    | Tunisie | 13 – 18 | Namibie |
| 28 novembre 2009 | Windhoek | Namibie | 22 - 10 | Tunisie |